# Stress (física)
Stress (português europeu) ou estresse (português brasileiro) é a quantidade média de força aplicada por unidade de área. É uma medida da intensidade do total das forças internas actuando num corpo através de superfícies internas imaginárias, como uma reacção à aplicação de forças externas e do próprio corpo. Um sinónimo de Stress, aplicado à Física, é Tensão.
De um forma geral, stress pode ser expresso como
{\displaystyle \ \sigma ={\frac {P}{A}}\,}
onde
{\displaystyle \ \sigma } é o stress médio, também designado por stress nominal, e
{\displaystyle \ P} é a força actuando sobre a área {\displaystyle \ A}.